# Clermont-sur-Lauquet
Clermont-sur-Lauquet település Franciaországban, Aude megyében. Lakosainak száma 30 fő (2022. január 1.). Clermont-sur-Lauquet Caunette-sur-Lauquet, Greffeil, Labastide-en-Val, Lairière, Saint-Hilaire és Villar-en-Val községekkel határos.

## Népesség
A település népessége az elmúlt években az alábbi módon változott:
| Lakosok száma | 26   | 29   | 22   | 23   | 27   | 26   | 26   | 26   | 27   | 30   |
|               | 1968 | 1982 | 1990 | 2006 | 2013 | 2015 | 2017 | 2019 | 2020 | 2022 |